# Нью-Суиден (тауншип, Миннесота)
Нью-Суиден (англ. New Sweden) — тауншип в округе Николлет, Миннесота, США. На 2000 год его население составило 326 человек.

## География
По данным Бюро переписи населения США площадь тауншипа составляет 93,1 км², из которых 92,7 км² занимает суша, а 0,4 км² — вода (0,47 %).

## Демография
По данным переписи населения 2000 года здесь находились 326 человек, 112 домохозяйств и 86 семей.  Плотность населения —  3,5 чел./км².  На территории тауншипа расположено 127 построек со средней плотностью 1,4 построек на один квадратный километр. Расовый состав населения: 99,39 % белых и 0,61 % азиатов.
Из 112 домохозяйств в 36,6 % воспитывались дети до 18 лет, в 74,1 % проживали супружеские пары, в 0,9 % проживали незамужние женщины и в 23,2 % домохозяйств проживали несемейные люди. 19,6 % домохозяйств состояли из одного человека, при том 8,9 % из — одиноких пожилых людей старше 65 лет. Средний размер домохозяйства — 2,91, а семьи — 3,41 человека.
31,6 % населения младше 18 лет, 5,5 % в возрасте от 18 до 24 лет, 28,8 % от 25 до 44, 20,2 % от 45 до 64 и 13,8 % старше 65 лет. Средний возраст — 37 лет. На каждые 100 женщин приходилось 110,3 мужчин.  На каждые 100 женщин старше 18 приходилось 110,4 мужчин.
Средний годовой доход домохозяйства составлял 45 000 долларов, а средний годовой доход семьи —  52 500 долларов. Средний доход мужчин —  30 250  долларов, в то время как у женщин — 22 500. Доход на душу населения составил 18 042 доллара. За чертой бедности находились 6,5 % семей и 9,0 % всего населения тауншипа, из которых 13,0 % младше 18 лет.